# Riflesso di Gauer-Henry
Il riflesso di Gauer-Henry è un meccanismo di regolazione del volume sanguigno. Fu scoperto da Otto Gauer e James Henry.

## Fisiologia
La regolazione del volume del sangue è un processo importante: un eccessivo volume può infatti innalzare la pressione idrostatica sulle pareti dei capillari (diventando così maggiore della pressione oncotica causando una fuoriuscita di liquidi (edema). Vi sono diversi meccanismi che possono regolare la quantità di sangue presente nel nostro corpo. Alcuni di questi agiscono ad azione immediata (modificando quindi il volume del plasma: ad es. viene innalzata l'attività simpatica, permettendo una vasocostrizione a livello delle arteriole e conseguente diminuzione (al di sotto della pressione oncotica) della pressione idrostatica nei capillari, permettendo così il riassorbimento di liquidi), mentre altri, tra i quali il riflesso di Gauer-Henry, subentrano più lentamente ma durano più a lungo, in quanto alterano l'eliminazione di liquidi interstiziali.
Quando il volume del sangue aumenta eccessivamente, aumenta pure l'attività di speciali meccanorecettori (sensibili alla distensione) posti in entrambi gli atri cardiaci. Questi speciali recettori segnalano la particolare situazione potenzialmente patologica all'ipofisi, la quale a sua volta inibisce la secrezione di adiuretina (ADH). La concentrazione sanguigna dell'ormone è così fortemente diminuita. La conseguenza di ciò è una maggiore eliminazione di acqua dai reni e una diminuzione del volume sanguigno.